# Remember This Tour
Remember This Tour es la décima gira musical del grupo estadounidense Jonas Brothers. La gira comenzó el 20 de agosto de 2021 en  Las Vegas y finalizará el 2 de septiembre de 2022 en Monterrey.

## Desarrollo
La gira fue anunciada el 19 de mayo de 2021 en recintos al aire libre con la colaboración especial de Kelsea Ballerini, contará con 44 shows.
El 5 de septiembre durante el show en Denver anunciaron "Who's in your Head" como su siguiente sencillo.

## Lista de Canciones
Este repertorio es de la noche inaugural de la gira en Las Vegas el 20 de agosto de 2021:
1. Remember This
2. Only Human
3. What a Man Gotta Do
4. Leave Before You Love Me
5. Cool
6. Burnin' Up
7. Lonely
8. Cake by the Ocean (canción de DNCE)
9. Toothbrush (canción de DNCE)
10. S.O.S.
11. Hold On
12. Fly with Me
13. Lovebug
14. Mercy (cover de Nick Jonas con Joe Jonas y Kevin Jonas)
15. Close (cover de Nick Jonas)
16. Jealous (cover de Nick Jonas)
17. Strangers
18. Shelf
19. Paranoid
20. Year 3000
21. Sucker

Algo característico de este tour es que, los hermanos cambian cada noche su repertorio de canciones, haciendo especial cada show.

## Fechas
| Fechas                   | Ciudad               | País           | Recinto                                         | Invitada Especial |
| ------------------------ | -------------------- | -------------- | ----------------------------------------------- | ----------------- |
| Primer Manga             |                      |                |                                                 |                   |
| Estados Unidos           |                      |                |                                                 |                   |
| 20 de agosto de 2021     | Las Vegas            | Estados Unidos | Park Theater                                    | Kelsea Ballerini  |
| 21 de agosto de 2021     | Las Vegas            | Estados Unidos | Park Theater                                    | Kelsea Ballerini  |
| 25 de agosto de 2021     | Chula Vista          | Estados Unidos | North Island Credit Union Amphiteatre           | Kelsea Ballerini  |
| 27 de agosto de 2021     | Mountain View        | Estados Unidos | Shoreline Amphiteatre                           | N/A               |
| 28 de agosto de 2021     | Wheatland            | Estados Unidos | Toyota Amphiteatre                              | N/A               |
| 30 de agosto de 2021     | Auburn               | Estados Unidos | White River Amphiteatre                         | Kelsea Ballerini  |
| 1 de septiembre de 2021  | Ridgefield           | Estados Unidos | Sunlight Supply Amphiteatre                     | Kelsea Ballerini  |
| 2 de septiembre de 2021  | Nampa                | Estados Unidos | Ford Idaho Center Amphiteatre                   | Kelsea Ballerini  |
| 3 de septiembre de 2021  | West Valley City     | Estados Unidos | Usana Amphiteatre                               | Kelsea Ballerini  |
| 5 de septiembre de 2021  | Denver               | Estados Unidos | Red Rocks Amphiteatre                           | Kelsea Ballerini  |
| 7 de septiembre de 2021  | Maryland Heights     | Estados Unidos | Hollywood Casino Amphiteatre                    | Kelsea Ballerini  |
| 8 de septiembre de 2021  | Milwaukee            | Estados Unidos | American Family Insurance Amphiteatre           | Kelsea Ballerini  |
| 9 de septiembre de 2021  | Noblesville          | Estados Unidos | Ruoff Music Center                              | Kelsea Ballerini  |
| 11 de septiembre de 2021 | Prior Lake           | Estados Unidos | Mystic Lake Casino                              | N/A               |
| 12 de septiembre de 2021 | Tinley Park          | Estados Unidos | Hollywood Casino Amphiteatre                    | Kelsea Ballerini  |
| 14 de septiembre de 2021 | Clarkston            | Estados Unidos | DTE Energy Music Theatre                        | Kelsea Ballerini  |
| 16 de septiembre de 2021 | Franklin             | Estados Unidos | FirstBank Amphitheatre                          | Kelsea Ballerini  |
| 17 de septiembre de 2021 | Franklin             | Estados Unidos | FirstBank Amphitheatre                          | Kelsea Ballerini  |
| 18 de septiembre de 2021 | Atlanta              | Estados Unidos | Music Midtown                                   | N/A               |
| 21 de septiembre de 2021 | Cincinnati           | Estados Unidos | Riverbend Music Center                          | Kelsea Ballerini  |
| 22 de septiembre de 2021 | Cuyahoga Falls       | Estados Unidos | Blossom Music Center                            | Kelsea Ballerini  |
| 24 de septiembre de 2021 | Hershey              | Estados Unidos | Hersheypark Stadium                             | Kelsea Ballerini  |
| 25 de septiembre de 2021 | Darien Center        | Estados Unidos | Darien Lake Amphiteatre                         | Kelsea Ballerini  |
| 26 de septiembre de 2021 | Syracuse             | Estados Unidos | St. Joseph's Health Amphiteatre at Lakeview     | Kelsea Ballerini  |
| 28 de septiembre de 2021 | Saratoga Springs     | Estados Unidos | Saratoga Performing Arts Center                 | Kelsea Ballerini  |
| 29 de septiembre de 2021 | Hartford             | Estados Unidos | Xfinity Theatre                                 | Kelsea Ballerini  |
| 1 de octubre de 2021     | Boston               | Estados Unidos | Fenway Park                                     | Kelsea Ballerini  |
| 2 de octubre de 2021     | Wantagh              | Estados Unidos | Northwell Health at Jones Beach Theatre         | Kelsea Ballerini  |
| 5 de octubre de 2021     | Municipio de Holmdel | Estados Unidos | PNC Bank Arts Center                            | Kelsea Ballerini  |
| 6 de octubre de 2021     | Burgettstown         | Estados Unidos | The Pavilion at Star Lake                       | Kelsea Ballerini  |
| 7 de octubre de 2021     | Camden               | Estados Unidos | BB&T Pavilion                                   | Kelsea Ballerini  |
| 9 de octubre de 2021     | Virginia Beach       | Estados Unidos | Veterans United Home Loans Amphiteatre          | Kelsea Ballerini  |
| 10 de octubre de 2021    | Bristol              | Estados Unidos | Jiffy Lube Live                                 | Kelsea Ballerini  |
| 12 de octubre de 2021    | Raleigh              | Estados Unidos | Coastal Credit Union Music Park at Walnut Creek | Kelsea Ballerini  |
| 13 de octubre de 2021    | Charlotte            | Estados Unidos | PNC Music Pavilion                              | Kelsea Ballerini  |
| 15 de octubre de 2021    | Jacksonville         | Estados Unidos | Daily's Place AMP                               | Kelsea Ballerini  |
| 16 de octubre de 2021    | Tampa                | Estados Unidos | Midflorida Credit Union Amphiteatre             | Kelsea Ballerini  |
| 17 de octubre de 2021    | West Palm Beach      | Estados Unidos | iThink Financial Amphiteatre                    | Kelsea Ballerini  |
| 21 de octubre de 2021    | Rogers               | Estados Unidos | Walmart AMP                                     | Kelsea Ballerini  |
| 22 de octubre de 2021    | Dallas               | Estados Unidos | Dos Equipos Pavilion                            | Kelsea Ballerini  |
| 23 de octubre de 2021    | The Woodlands        | Estados Unidos | The Cynthia Woods Mitchell Pavilion             | Kelsea Ballerini  |
| 26 de octubre de 2021    | Phoenix              | Estados Unidos | AK-Chin Pavilion                                | Kelsea Ballerini  |
| 27 de octubre de 2021    | Los Ángeles          | Estados Unidos | Hollywood Bowl                                  | Kelsea Ballerini  |
| Segunda Manga            |                      |                |                                                 |                   |
| México                   |                      |                |                                                 |                   |
| 29 de agosto de 2022     | Ciudad de México     | México         | Arena Ciudad de México                          | N/A               |
| 30 de agosto de 2022     | Ciudad de México     | México         | Arena Ciudad de México                          | N/A               |
| 1 de septiembre de 2022  | Monterrey            | México         | Arena Monterrey                                 | N/A               |
| 2 de septiembre de 2022  | Monterrey            | México         | Arena Monterrey                                 | N/A               |

## Fechas canceladas o reagendadas
| Fechas                | Ciudad           | País           | Recinto                  | Motivo                   | Nueva Fecha             |
| --------------------- | ---------------- | -------------- | ------------------------ | ------------------------ | ----------------------- |
| 19 de octubre de 2021 | Pelham           | Estados Unidos | OAK Mountain Amphiteatre | Inundación del recinto   |                         |
| 22 de febrero de 2022 | Ciudad de México | México         | Arena Ciudad de México   | Pandemia de COVID-19     | 29 de agosto de 2022    |
| 23 de febrero de 2022 | Ciudad de México | México         | Arena Ciudad de México   | Pandemia de COVID-19     | 30 de agosto de 2022    |
| 25 de febrero de 2022 | Monterrey        | México         | Arena Monterrey          | Pandemia de COVID-19     | 1 de septiembre de 2022 |
| 26 de febrero de 2022 | Monterrey        | México         | Arena Monterrey          | Pandemia de COVID-19     | 2 de septiembre de 2022 |
| 27 de agosto de 2022  | Guadalajara      | México         | Estadio Tres de Marzo    | Posibilidad de mal clima |                         |